# GPT Store
Der GPT Store ist eine Online-Plattform für Apps, die auf Basis des KI-Chatbots ChatGPT entwickelt worden sind. Anbieter der Plattform ist das US-amerikanische KI-Unternehmen OpenAI. Der GPT-Store wurde im Herbst 2023 angekündigt und im Januar 2024 öffentlich zugänglich – zunächst nur für Nutzer von ChatGPT-4, also der kostenpflichtigen Version des Dienstes. Seit Ende Mai 2024 besteht diese Begrenzung nicht mehr.

## Funktionsweise und Einsatz
In ChatGPT können Nutzer eigene Chatbots aufsetzen. Diese „Custom GPTs“, kurz auch nur „GPTs“ genannt, können diverse Aufgaben erfüllen, von Recherchen über spezielle Textarbeiten bis zu Design-/Datenvisualisierung. Es gibt GPTs aus ganz verschiedenen Lebensbereichen – für Kochrezepte über Gute-Nacht-Geschichten bis zur Reiseplanung.
Man kann eigene GPTs allein für sich nutzen, sie beschränkt über die jeweilige URL oder komplett öffentlich freigeben. Nur öffentlich freigegebene Apps erscheinen im GPT Store. Eine weitere Voraussetzung von OpenAI ist, dass das eigene ChatGPT-Profil verifiziert ist. Anders als beim Entwickeln von Apps, etwa für Mobiltelefone, braucht es nicht unbedingt Programmierkenntnisse. Die eigenen GPTs werden im schriftlichen Chat-Dialog mit dem Tool „GPT Builder“ erstellt.
Der GPT Store ist in die Website von ChatGPT integriert und nur für angemeldete ChatGPT-4-Nutzer bzw. User der Business-Angebote „Team“ und „Enterprise“ nutzbar. Anders als in den vom Smartphone bekannten App Stores lädt man die Programme nicht herunter, sondern nutzt sie direkt in ChatGPT.
Aktuell sind alle Apps kostenfrei und es existiert noch keine Möglichkeit, GPTs zu verkaufen und damit Geld zu verdienen. OpenAI hat jedoch schon mehrfach erklärt, dass es eine Monetarisierung plant. So hat das Unternehmen ein „Builder Revenue Program“ angekündigt, über das Entwickler erfolgreicher GPTs Geld für ihre Entwicklungen erhalten. Noch offen ist, ob man die Preise für eigene GPTs künftig selbst festlegt oder ob Beitragende, ähnlich wie bei Spotify, entsprechend der Nutzung ihrer Inhalte bezahlt werden.
Die meisten GPTs stammen bisher von privaten Entwicklern oder Kleinunternehmen, einzelne bekannte Marken haben aber auch bereits eigene Apps entwickelt. Dazu zählen das Reiseportal Kayak, die Design-Software Canva und die US-Wissenschaftssuchmaschine Consensus. Auch für eigene OpenAI-Dienste wie die Bild-KI DALL-E gibt es separate GPTs. Die genaue Anzahl der im Store verfügbaren GPTs hat OpenAI bisher nicht genannt – nur die Zahl der insgesamt seit dem Start von CustomGPT im November 2023 aufgesetzten. Diese lag im Januar 2024 bei drei Millionen.
Ende Mai 2024 gab OpenAI bekannt, dass CustomGPTs für alle Nutzer zugänglich sind, also auch für die der kostenlosen Variante von ChatGPT. Außerdem ermöglichte OpenAI für CustomGPTs den Zugriff auf das neueste Model, GPT-4o.

## Bedeutung
Dem GPT Store wird von Experten eine sehr große Bedeutung beigemessen, die vergleichbar ist mit der Einführung des App Stores von Apple in 2008.
Denn mit der Plattform gibt es einen Anreiz für Entwickler, neue Angebote auf Basis von Generativer KI zu schaffen, die die Technologie in viel mehr Lebensbereiche hineinbringen. Wie bei Apple stellt der Store für OpenAI eine neue Einnahmequelle dar – und das gleich in zweierlei Hinsicht: zum einen über eine Provision, die das Unternehmen von Entwicklern verlangen könnte, wenn diese ihre GPTs dort anbieten. Zum anderen, weil mehr Nutzer die kostenpflichtige Version von ChatGPT erwerben könnten, je mehr interessante Programme sie im Store finden.